# Philonthus retangulus
Philonthus retangulus är en skalbaggsart som beskrevs av Sharp 1874. Philonthus retangulus ingår i släktet Philonthus och familjen kortvingar. Inga underarter finns listade i Catalogue of Life.